# Bodotria ovalis
Bodotria ovalis är en kräftdjursart som beskrevs av Gamo 1965. Bodotria ovalis ingår i släktet Bodotria och familjen Bodotriidae. Inga underarter finns listade i Catalogue of Life.